# Aiguille du Plan
L'aiguille du Plan est un sommet des aiguilles de Chamonix dans le massif du Mont-Blanc. Elle culmine à 3 673 m d'altitude.

## Alpinisme

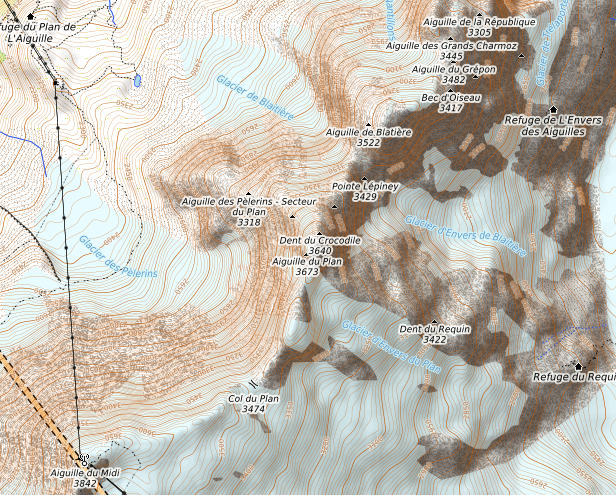
Carte topographique de l'aiguille.

### Ascensions
- 1871 - Première ascension par James Eccles avec Alphonse Payot et Michel-Clément Payot
- 1893 - Versant sud-ouest par Albert F. Mummery avec G. Hastings, John Norman Collie et W.C. Slingsby, le 7 août
- 1907 - Traversée aiguille du Midi-aiguille du Plan par Josef Knubel et Geoffrey Winthrop Young, le 10 août
- 1926 - Couloir Lagarde-Ségogne en face nord de l'aiguille du Plan par Jacques Lagarde avec Henry de Ségogne, les 24 et 25 juillet
- 1966 - Première hivernale de la face nord  par Yannick Seigneur et Michel Feuillarade

### Voies d'ascension

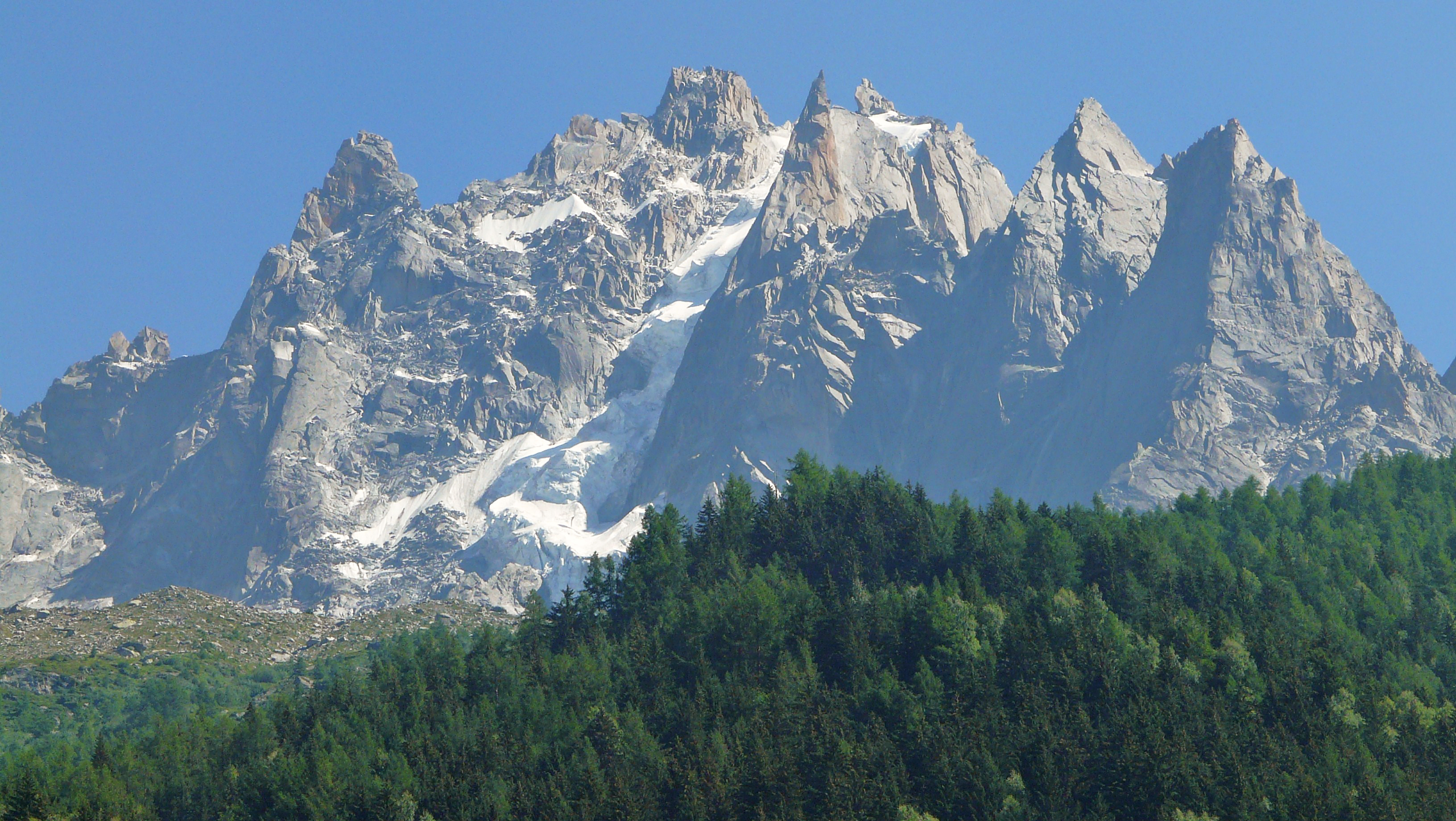
Le versant septentrional de l'aiguille du Plan, depuis Chamonix

L'aiguille du Plan se fait en général depuis le téléphérique de l'aiguille du Midi par la traversée Midi-Plan (Geoffrey Winthrop Young avec Josef Knubel le 10 août 1907). Les autres voies classiques sont l’arête Ryan (arête Est rocheuse, D+, V.J.E. Ryan et Josef Lochmatter le 20 juin 1906) et le couloir Lagarde-Ségogne (Jacques Lagarde et Henry de Ségogne les 24-25 juillet 1926, TD, 300 m à 64°) ; gravi en crampons 10 pointes et un piolet traditionnel pour tailler des marches, « c'est l'un des plus grands exploits de l'entre-deux-guerres », et il n'a été répété qu'en 1972 avec les techniques de l'escalade glaciaire moderne.